# Liste biblischer Propheten
| Nevi’im (Propheten) des Tanach                                                      |
| ----------------------------------------------------------------------------------- |
| Vordere Propheten                                                                   |
| - Buch Josua - Buch der Richter - Samuel (1. und 2. Buch) - Könige (1. und 2. Buch) |
| Hintere Propheten                                                                   |
| - Jesaja - Jeremia - Ezechiel - Zwölfprophetenbuch                                  |

| Schriftpropheten des Alten Testaments                                                                    |
| --- |
| Große Propheten                                                                                          |
| - Jesaja - Jeremia - Klagelieder Jeremias - Baruch mit Brief des Jeremia - Ezechiel - Daniel (+ Zusätze) |
| Kleine Propheten                                                                                         |
| - Hosea - Joel - Amos - Obadja - Jona - Micha - Nahum - Habakuk - Zefanja - Haggai - Sacharja - Maleachi |
| Namen nach dem ÖVBE Kursiv: Katholischer Deuterokanon                                                    |

Begrifflich ist zwischen Propheten im Sinne von Prophetenbüchern und einzelnen Personen zu unterscheiden, die als Propheten bezeichnet werden. Einige der in der protestantischen Theologie anerkannten Propheten werden im Katholizismus zusätzlich noch als Heilige verehrt.
Diese Liste biblischer Propheten umfasst
- Personen, die in der Bibel als von Gott berufene und beauftragte Propheten oder Seher, Gottesmänner usw. bezeichnet werden in der Reihenfolge der Nennung mit prophetischer Bezeichnung im Alten Testament
- Personen, die im Judentum nach dem Talmud als Nebi'im (Propheten) gelten, auch wenn sie in der Bibel nicht ausdrücklich so genannt werden.
- Personen, die aufgrund der nach ihnen benannten prophetischen Schriften als „Propheten“ bezeichnet werden, obwohl sie in der Bibel nicht explizit so genannt werden
- Nicht eingeschlossen sind als „falsche Propheten“  bewertete Personen und biblische Personen, die im Koran als Propheten bezeichnet werden.

## Explizit bezeichnete Propheten

### Namentlich genannte Propheten
| Name                    | Bezeichnung (Ursprache)                              | Bezeichnung (Übersetzung)                          | Bibelstelle/Beleg | Person |
| ----------------------- | ---------------------------------------------------- | -------------------------------------------------- | ----------------- | --- |
| Abraham                 | נָבִיא nāḇîʾ                                           | Prophet                                            | Gen 20,7          | Stammvater Israels, Vater Isaaks |
| Aaron                   | נָבִיא nāḇîʾ                                           | Prophet                                            | Ex 7,1            | Priester, Bruder von Mose und Mirjam; Aaron soll Moses Prophet sein, der wiederum für den Pharao zum Gott gesetzt wird |
| Mose                    | נָבִיא nāḇîʾ                                           | Prophet                                            | Dtn 18,15 u. ö.   | Bruder von Aaron und Mirjam; von Gott berufen, um das Volk Israel aus Ägypten zu führen |
| Mirjam                  | נְבִיאָה nəḇîʾâ                                         | Prophetin                                          | Ex 15,20          | Schwester von Aaron und Mose |
| Debora                  | נְבִיאָה nəḇîʾâ                                         | Prophetin                                          | Ri 4,4            | Richterin und Prophetin in Israel |
| Samuel                  | נָבִיא nāḇîʾ                                           | Prophet                                            | 1 Sam 3,20 u. ö.  | Prophet, letzter Richter Israels vor der Königszeit |
| Samuel                  | רֹאֶה rōʾæh                                            | Seher                                              | 1 Sam 9,19 u. ö.  | Prophet, letzter Richter Israels vor der Königszeit |
| Gad                     | נָבִיא nāḇîʾ                                           | Prophet                                            | 1 Sam 22,5 u. ö.  | Prophet und Seher zur Zeit Davids |
| Gad                     | חֹזֶה ḥōzæh                                            | Seher                                              | 2 Sam 24,11       | Prophet und Seher zur Zeit Davids |
| Natan                   | נָבִיא nāḇîʾ                                           | Prophet                                            | 2 Sam 7,2         | Prophet zur Zeit Davids |
| Ahija                   | נָבִיא nāḇîʾ                                           | Prophet                                            | 1 Kön 11,29       | Ahija von Schilo, Prophet zur Zeit Salomos |
| Schemaja                | אִישׁ־הָאֱלֹהִים ʾîš hāʾᵆlōhîm                             | Mann Gottes                                        | 1 Kön 12,22       | Prophet zur Zeit Rehabeams |
| Schemaja                | נָבִיא nāḇîʾ                                           | Prophet                                            | 2 Chr 12,15       | Prophet zur Zeit Rehabeams |
| Elija                   | נָבִיא nāḇîʾ                                           | Prophet                                            | 1 Kön 18,22 u. ö. | Prophet im Nordreich Israel zur Zeit Ahabs und Ahasjas |
| Elischa auch Elisa      | נָבִיא nāḇîʾ                                           | Prophet                                            | 1 Kön 19,16 u. ö. | Sohn Schafats aus Abel-Mehola, von Elija zum Propheten im Nordreich Israel gesalbt |
| Micha ben Jimla         | נָבִיא nāḇîʾ                                           | Prophet                                            | 1 Kön 22,7 f      | Prophet zur Zeit Ahabs, wegen seiner Gerichtsprophetie vom König abgelehnt |
| Jona ben Amittai        | נָבִיא nāḇîʾ                                           | Prophet                                            | 2 Kön 14,25       | Prophet zur Zeit von Jerobeam II., weissagte in Ninive, Schriftprophet |
| Hulda                   | נְבִיאָה nəḇîʾâ                                         | Prophetin                                          | 2 Kön 22,14       | Frau Schallums, lebte unter Joschija in Jerusalem |
| Heman                   | חֹזֶה ḥōzæh                                            | Seher                                              | 1 Chr 25,5        | Tempelsänger und Seher des Königs |
| Jedo                    | חֹזֶה ḥōzæh                                            | Seher                                              | 2 Chr 9,29        | Seher gegen Jerobeam, wohl gleichzusetzen mit Iddo und dem namenlosen Gottesmann |
| Iddo                    | חֹזֶה ḥōzæh                                            | Seher                                              | 2 Chr 12,15       | Prophet, wohl gleichzusetzen mit Jedo und dem namenlosen Gottesmann |
| Iddo                    | נָבִיא nāḇîʾ                                           | Prophet                                            | 2 Chr 13,22       | Prophet, wohl gleichzusetzen mit Jedo und dem namenlosen Gottesmann |
| Asarja                  | נָבִיא nāḇîʾ                                           | Prophet                                            | 2 Chr 15,8        | Sohn Odeds, Prophet zur Zeit von Asa von Juda |
| Hanani                  | רֹאֶה rōʾæh                                            | Seher                                              | 2 Chr 16,7 u. ö.  | Seher zur Zeit Asas, Vater Jehus |
| Jehu                    | חֹזֶה ḥōzæh                                            | Seher                                              | 2 Chr 19,2        | Seher, Sohn Hananis |
| Eliëser                 | יִתְנַבֵּא jiṯnabēʾ                                       | er trat als Prophet auf                            | 2 Chr 20,37       | Prophet gegen Joschafat, Sohn Dodawas |
| Oded                    | נָבִיא nāḇîʾ                                           | Prophet                                            | 2 Chr 28,9        | Prophet in Samaria |
| Asaf                    | חֹזֶה ḥōzæh                                            | Seher                                              | 2 Chr 29,30       | Tempelsänger |
| Jedutun                 | חֹזֶה ḥōzæh                                            | Seher                                              | 2 Chr 35,15       | Levitischer Gesangsmeister und königlicher Seher |
| Jesaja                  | נָבִיא nāḇîʾ                                           | Prophet                                            | Jes 38,1 u. ö.    | Schriftprophet im Südreich Juda, Sohn des Amoz |
| Jeremia                 | נָבִיא nāḇîʾ                                           | Prophet                                            | Jer 1,5           | Schriftprophet im Südreich Juda |
| Micha Moreschet         | נִבָּא nibāʾ                                            | er trat als Prophet auf                            | Jer 26,18         | Schriftprophet gegen soziale Ungerechtigkeit |
| Urija                   | מִתְנַבֵּא miṯnabēʾ                                       | als Prophet Auftretender, als Prophet Verkündender | Jer 26,20         | Sohn des Schemaja aus Kirjat-Jearim, weissagte mit ähnlichen Worten wie Jeremia |
| Ezechiel auch Hesekiel  | הִנָּבֵא hinnāḇēʾ                                        | tritt als Prophet auf                              | Ez 6,2            | Schriftprophet im babylonischen Exil |
| Amos                    | חֹזֶה ḥōzæh                                            | Seher                                              | Am 7,12           | Schriftprophet im Nordreich Israel, der die Bezeichnung des Propheten (נָבִיא nāḇîʾ) von sich weist. |
| Habakuk                 | נָבִיא nāḇîʾ                                           | Prophet                                            | Hab 1,1           | Gerichtsprophet |
| Haggai                  | נָבִיא nāḇîʾ                                           | Prophet                                            | Hag 1,1 u. ö.     | nachexilischer Prophet während des Wiederaufbaus des Tempels |
| Sacharja                | נָבִיא nāḇîʾ                                           | Prophet                                            | Sach 1,1 u. ö.    | nachexilischer Prophet, der aus einer Priesterfamilie stammt |
| Johannes der Täufer     | προφήτης prophētēs                                   | Prophet                                            | Mk 11,32          | Nasiräer, Wegbereiter Jesu, von einigen Zeitgenossen als Prophet verstanden und teilweise mit Elia gleichgesetzt |
| Jesus                   | προφήτης prophētēs                                   | Prophet                                            | Mt 21,11 u. ö.    | Jesus von Nazaret, wurde zu Lebzeiten von anderen u. a. als Prophet bezeichnet, im Christentum als Gottes Sohn und Teil der Trinität angesehen, nicht als Prophet. Außerdem von Messianischen Juden als Messias und im Islam als Prophet ʿĪsā anerkannt. Im Judentum weder als Prophet noch als Messias angesehen. |
| Zacharias               | ἐπροφήτευσεν eprophēteusen                           | er enthülle prophetisch, er weissagte Zukünftiges  | Lk 1,67           | Priester, Vater des Johannes |
| Hanna                   | προφῆτις prophētis                                   | Prophetin                                          | Lk 2,36           | Witwe, hielt sich im Tempel auf, als Maria und Josef den neugeborenen Jesus im Tempel darstellten |
| Abel                    | προφήτης prophētēs                                   | Prophet                                            | Lk 11,50 f        | Sohn von Adam und Eva, wird als Anfangspunkt des vergossenen Blutes der Propheten und Apostel genannt |
| Secharja auch Zacharias | προφήτης prophētēs                                   | Prophet                                            | Lk 11,50 f        | Prophet, der im Tempel ermordet wurde. |
| Agabus                  | προφήτης prophētēs                                   | Prophet                                            | Apg 11,27 u. ö.   | Prophet aus Jerusalem, der eine Hungersnot weissagte |
| Barnabas                | προφήτης prophētēs                                   | ggf. Prophet                                       | Apg 13,1          | ob Barnabas zu den Lehrern oder Propheten zählte, lässt sich nicht mit Sicherheit sagen. |
| Simeon Niger            | προφήτης prophētēs                                   | ggf. Prophet                                       | Apg 13,1          | Ob Simeon zu den Lehrern oder Propheten zählte, lässt sich nicht mit Sicherheit sagen |
| Lucius                  | προφήτης prophētēs                                   | ggf. Prophet                                       | Apg 13,1          | aus Kyrene; ob Lucius zu den Lehrern oder Propheten zählte, lässt sich nicht mit Sicherheit sagen |
| Manaën                  | προφήτης prophētēs                                   | ggf. Prophet                                       | Apg 13,1          | Jugendgefährte von Herodes; ob Manaën zu den Lehrern oder Propheten zählte, lässt sich nicht mit Sicherheit sagen |
| Paulus                  | προφήτης prophētēs                                   | ggf. Prophet                                       | Apg 13,1          | ob Paulus zu den Lehrern oder Propheten zählte, lässt sich nicht mit Sicherheit sagen |
| Judas Barsabbas         | προφήτης prophētēs                                   | Prophet                                            | Apg 15,32         | Mitarbeiter des Paulus |
| Silas                   | προφήτης prophētēs                                   | Prophet                                            | Apg 15,32         | Mitarbeiter des Paulus |
| Henoch                  | προεφήτευσεν proephēteusen                           | er enthülle prophetisch, er weissagte Zukünftiges  | Jud 1,14          | Nachkomme Adams, der entrückt wurde |
| Johannes von Patmos     | τούς λόγους τῆς προφητείας tús lógus tēs prophēteías | die Worte der Prophetie                            | Offb 1,3 u. ö.    | Verfasser der Offenbarung |

### Namenlose Propheten
| Name                       | Bezeichnung (Ursprache)      | Bezeichnung (Übersetzung)                                         | Bibelstelle/Beleg | ergänzende Informationen                                   |
| -------------------------- | ---------------------------- | ----------------------------------------------------------------- | ----------------- | ---------------------------------------------------------- |
| Frau des Jesaja            | נְבִיאָה nəḇîʾâ                 | Prophetin                                                         | Jes 8,3           | Mutter von Maher-Schalal-Hasch-Bas                         |
| namenloser Gottesmann      | אִישׁ־הָאֱלֹהִים ʾîš hāʾᵆlōhîm     | Mann Gottes                                                       | 1 Kön 13,1 u. ö.  | wohl gleichzusetzen mit Iddo und Jedo                      |
| alter Prophet              | נָבִיא nāḇîʾ                   | Priester                                                          | 1 Kön 13,11 u. ö. | alter Prophet in Bet-El, der dem o. g. Gottesmann begegnet |
| Prophet                    | נָבִיא nāḇîʾ                   | Prophet                                                           | 1 Kön 20,13 u. ö. | Zur Zeit Ahabs                                             |
| Prophet                    | אִישׁ־הָאֱלֹהִים ʾîš hāʾᵆlōhîm     | Mann Gottes                                                       | 1 Kön 20,28       | Zur Zeit Ahabs                                             |
| Prophetenjünger            | הַנַּעַר הַנָּבִיא hannaʿar hannāḇîʾ | der Jüngling des Propheten                                        | 2 Kön 9,4         | Prophetenschüler des Elischa                               |
| vier Töchter des Philippus | προφητεύουσαι prophēteúusai  | sie verkündigen die Gottesoffenbarung, sie enthüllten prophetisch | Apg 21,9          |                                                            |

## Propheten im Talmud
Diese alphabetische Liste umfasst Menschen, die im Talmud explizit als Propheten bezeichnet werden, nicht jedoch im Tanach/Alten Testament selbst. Diese Liste beinhaltet auch Personen, nach denen eines der Prophetenbücher im Tanach oder Alten Testament genannt ist. 
| Name     | Bezeichnung (Ursprache) | Bezeichnung (Übersetzung) | Beleg         | Person                                                                       |
| -------- | ----------------------- | ------------------------- | ------------- | ---------------------------------------------------------------------------- |
| Abigajil | נְבִיאָה nəḇîʾâ            | Prophetin                 | bMeg14a       | Frau Nabals und spätere Frau Davids (1 Sam 25,3 u. ö.)                       |
| Baruch   | נָבִיא nāḇîʾ              | Prophet                   | bMeg 14b      | Schreiber Jeremias (Jer 32,12 u. ö.)                                         |
| Bileam   | נָבִיא nāḇîʾ              | Prophet                   | Sanhedrin 106 | Seher, der Israel verfluchen sollte und stattdessen segnete (Num 22,9 u. ö.) |
| David    | נָבִיא nāḇîʾ              | Prophet                   | Sota 48b      | König über Israel (Rut 4,22 u. ö.)                                           |
| Ester    | נְבִיאָה nəḇîʾâ            | Prophetin                 | bMeg14a       | Tochter Mordechais und Königin in Persien (Est 2,7 u. ö.)                    |
| Hanamel  | נָבִיא nāḇîʾ              | Prophet                   | bMeg 14b      | Cousin Jeremias, Verkäufer eines Ackers in Anatot an diesen (Jer 32,7 u. ö.) |
| Hanna    | נְבִיאָה nəḇîʾâ            | Prophetin                 | bMeg14a       | Mutter Samuels und Ehefrau Elkanas (1 Sam 1,1 u. ö.)                         |
| Hilkija  | נָבִיא nāḇîʾ              | Prophet                   | bMeg 14b      | Vater des Jeremia (Jer 1,1 u. ö.)                                            |
| Hosea    | נָבִיא nāḇîʾ              | Prophet                   | BB 14b        | Prophet im Nordreich Israel (Hos 1,1 u. ö.)                                  |
| Josua    | נָבִיא nāḇîʾ              | Prophet                   | bMeg 14b      | Nachfolger des Mose (Ex 17,9 u. ö.)                                          |
| Machseja | נָבִיא nāḇîʾ              | Prophet                   | bMeg 14b      | Großvater Serajas (Jer 51,59 u. ö.)                                          |
| Maleachi | נָבִיא nāḇîʾ              | Prophet                   | BB 14b        | letzter Prophet im Tanach (Mal 1,1 )                                         |
| Nerija   | נָבִיא nāḇîʾ              | Prophet                   | bMeg 14b      | Vater Baruchs (Jer 32,12 u. ö.)                                              |
| Salomo   | נָבִיא nāḇîʾ              | Prophet                   | Sota 48b      | König von Israel, Sohn Davids (2 Sam 12,24 u. ö.)                            |
| Sara     | נְבִיאָה nəḇîʾâ            | Prophetin                 | bMeg14a       | Erzmutter, Ehefrau Abrahams (Gen 11,29 u. ö.)                                |
| Schallum | נָבִיא nāḇîʾ              | Prophet                   | bMeg 14b      | Vater des Hanamel und Onkel Jeremias (Jer 32,7 )                             |
| Seraja   | נָבִיא nāḇîʾ              | Prophet                   | bMeg 14b      | Sohn Nerijas und Begleiter des Königs Zedekia (Jer 51,59 u. ö.)              |

## Schriftpropheten
Diese alphabetische Liste umfasst Personen, die weder im Alten Testament noch im Talmud explizit als Propheten benannt werden, jedoch aufgrund des nach ihnen benannten prophetischen Buches zu den Propheten (und auch zu den Ketuvim) gezählt werden.
- Daniel
- Joel
- Nahum
- Obadja
- Zefanja